# Byrrhinus improcerus
Byrrhinus improcerus är en skalbaggsart som beskrevs av Wooldridge 1987. Byrrhinus improcerus ingår i släktet Byrrhinus och familjen lerstrandbaggar. Inga underarter finns listade i Catalogue of Life.